# Hieracium lazicum
Hieracium lazicum es una especie de planta con flor del género Hieracium, de la familia Asteraceae, orden Asterales.

## Distribución
Hieracium lazicum se distribuye por Turquía.

## Taxonomía
Fue descrita científicamente por Boiss. & Bal.
Tratamiento taxonómico
La especie aparece registrada en una sección de la publicación P.E.Boissier, Fl. Orient.